# NGC 281
NGC 281 este o nebuloasă de emisie și parte a unei regiuni H II situată în constelația Cassiopeia. A fost descoperită în 16 noiembrie 1881 de către Edward Barnard. În mod colocvial, NGC 281 este cunoscută de asemenea ca Nebula Pacman pentru asemănarea sa cu personajul de jocuri video.

## Galerie

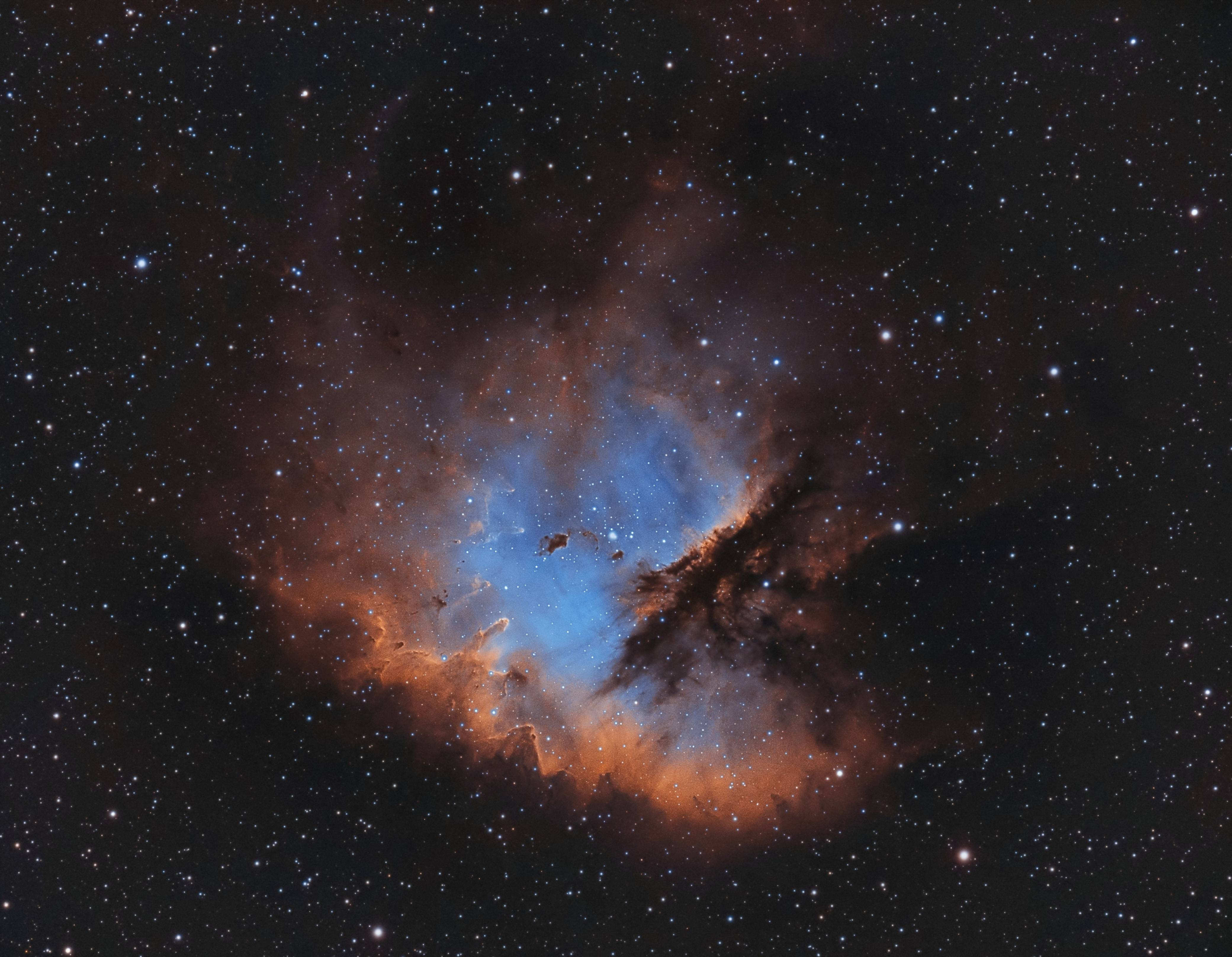
NGC 281
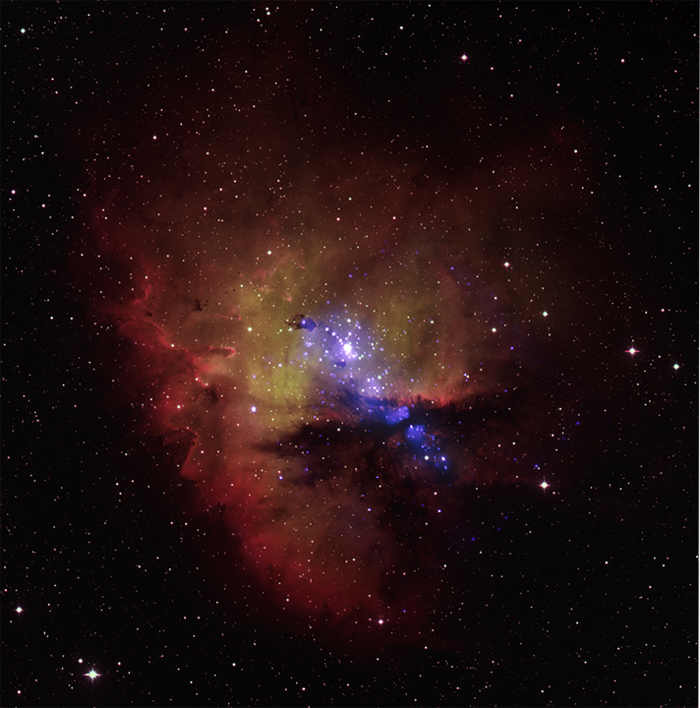
NGC 281
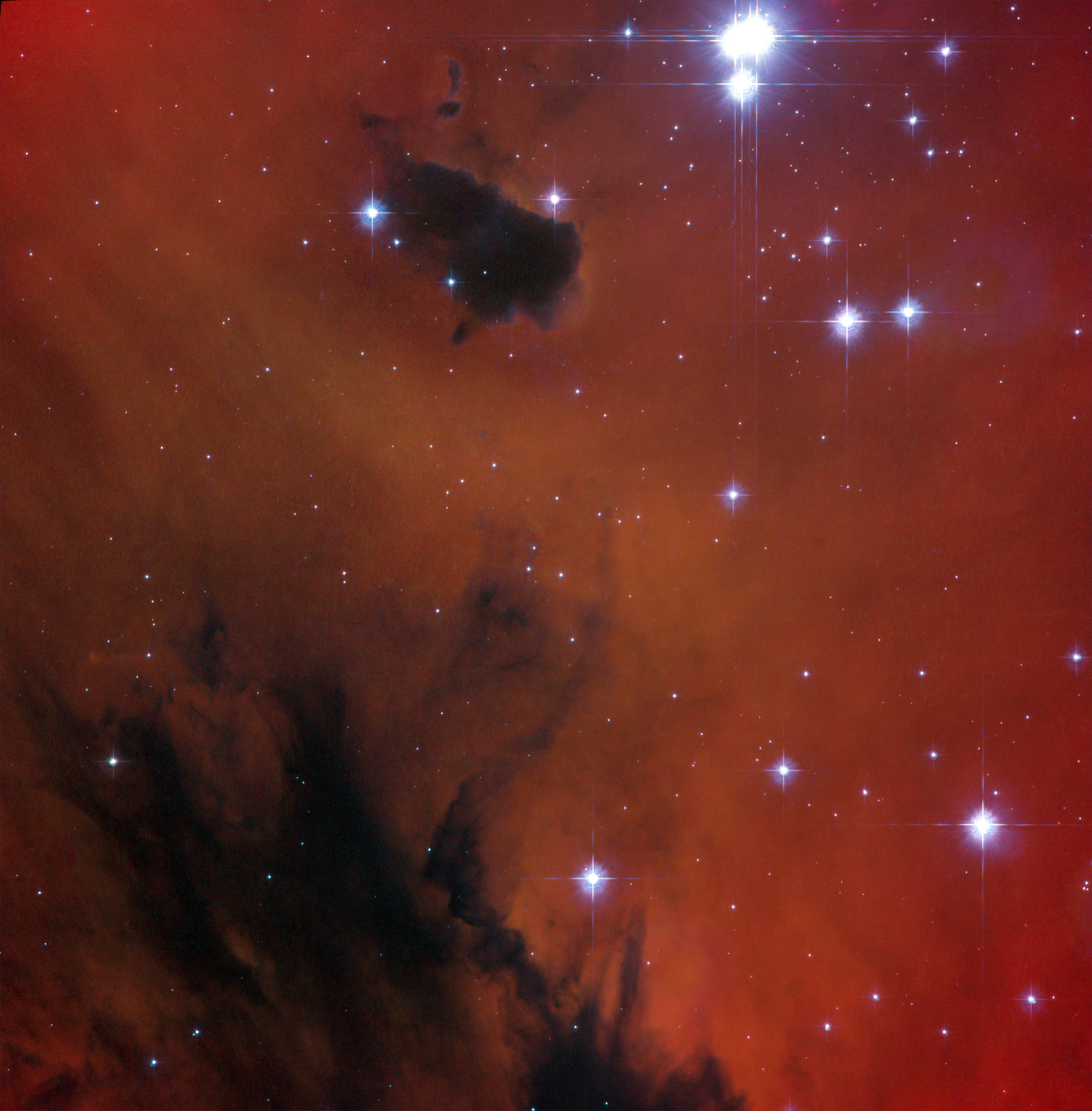
IC 1590, un roi deschis situat în NGC 281
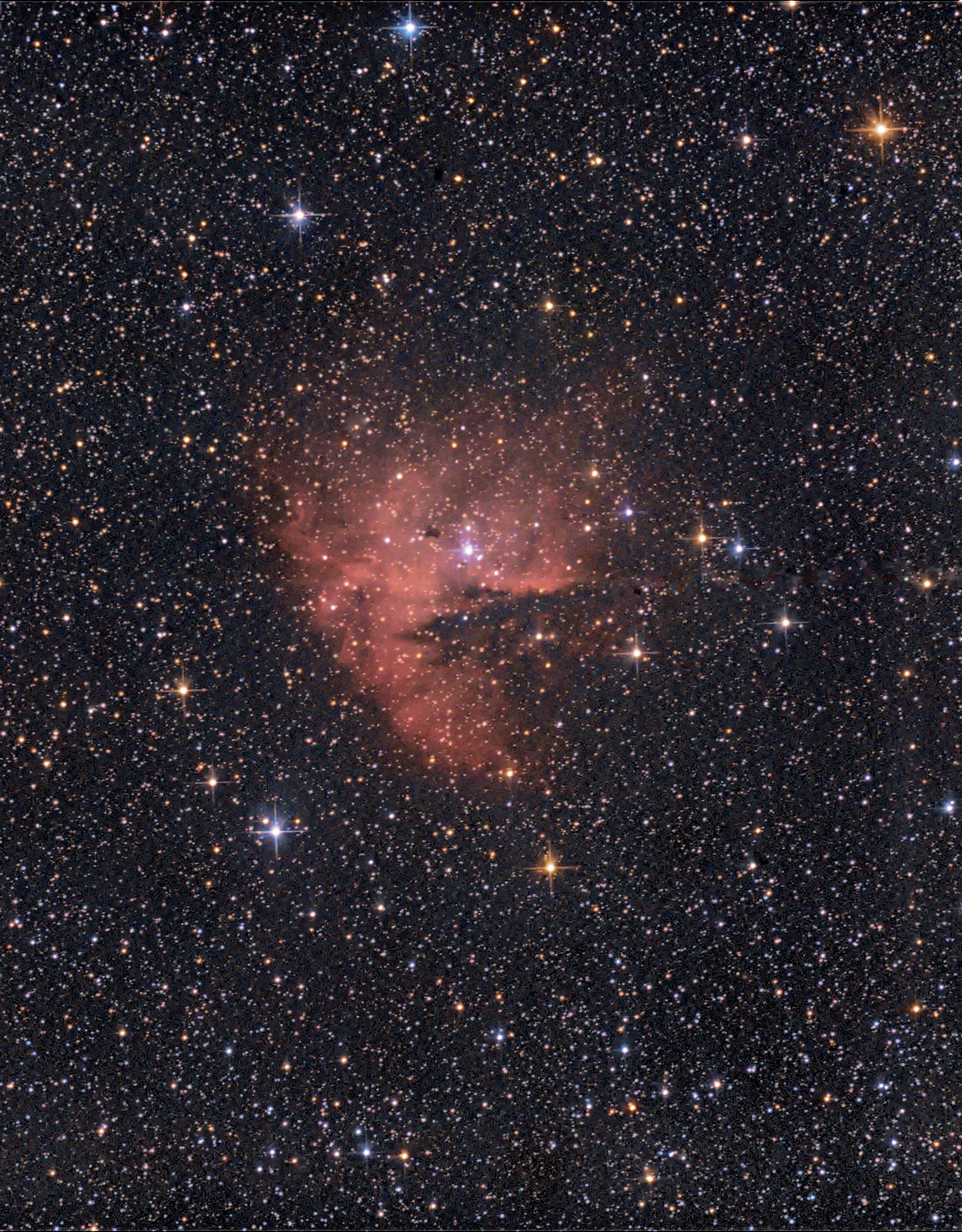
NGC 281
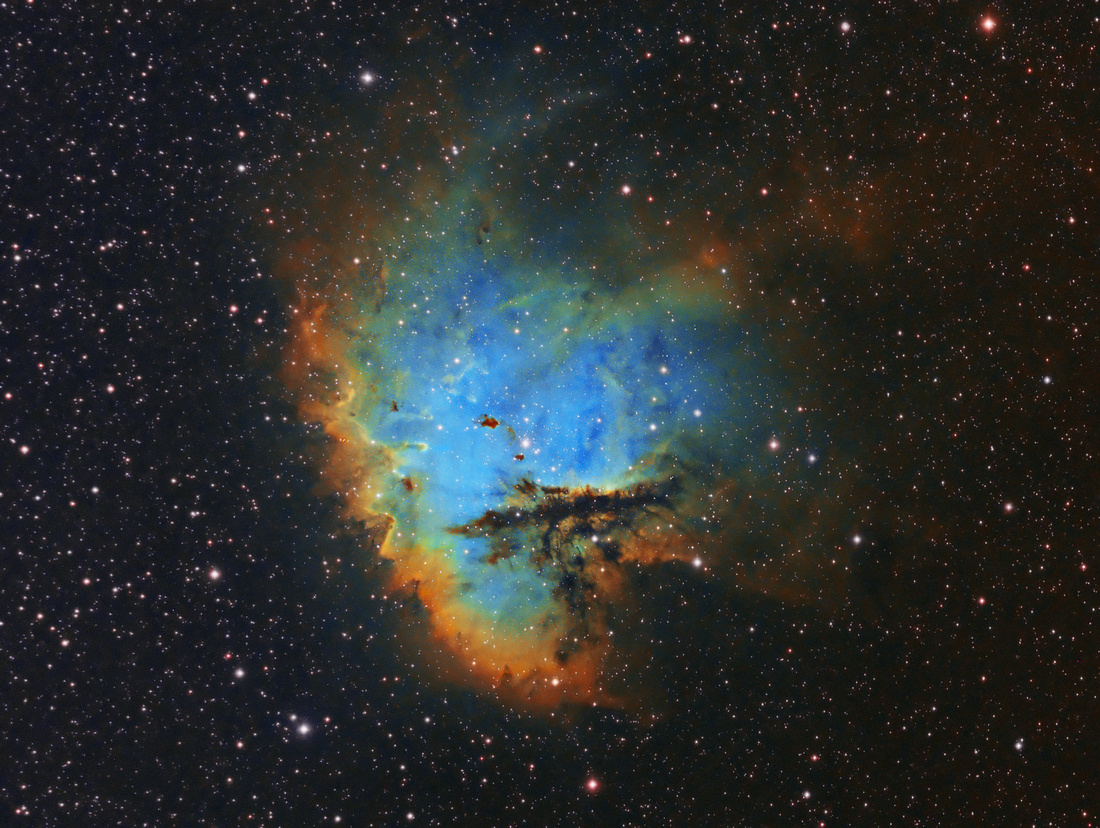
NGC 281
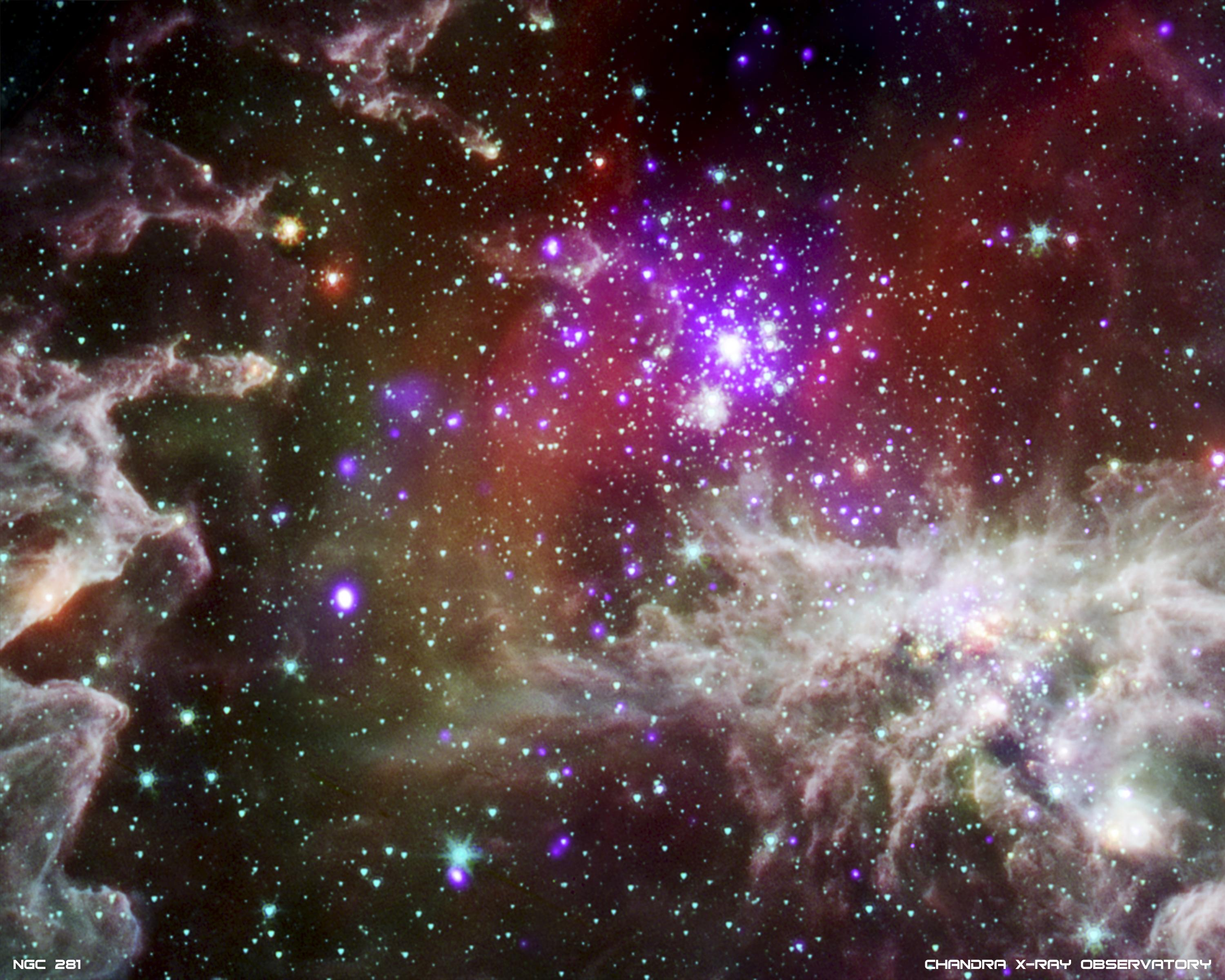
NGC 281 (imagine compusă)